# Wet Willie
Wet Willie est le nom d´un groupe de rock sudiste des États-Unis d'Amérique.

## Histoire
Originaire de l'État de l'Alabama, le groupe est fondé en 1969. Dans la lignée de Lynyrd Skynyrd et du Allman Brothers Band, ce groupe mélange rock, blues mais aussi une soul caractéristique, à la sonorité typique des États du Sud. 	
Sans avoir connu la popularité de ces aînés, le groupe a eu cependant son heure de gloire avec le titre « Keep On Smilin ». On distingue deux époques: la période « Capricorn » de 1969 à 1976, période la plus prolifique avec 7 albums et la période « Epic » avec seulement 2 albums.

## Membres du groupe
Les membres à l'origine du groupe sont Jimmy Hall au chant et au saxophone, son frère Jack Hall à la basse et au banjo, John Anthony aux claviers, Ricky Hirsch à la guitare et à la mandoline et Lewis Ross à la batterie. Les chœurs sont assurés par un duo nommé les Williettes, composé par Donna Hall et Elke Brook.
Par la suite, le groupe connaîtra de nombreux changements de personnels et le frère de Jimmy formera le groupe « The Renegade of the Southern Rock ».

## Discographie
- 1970 : Wet Willie I (Capricorn 314 558 383-2) en 1970
- 1971 : Wet Willie II (Capricorn 314 558 394-2) en 1971
- 1973 : Drippin´ Wet (Capricorn 314 558 003-2) en 1973
- 1974 : Keep On Smillin´ (Capricorn 314 536 134-2) en 1974
- 1975 : Dixie Rock (Capricorn 314 538 135-2) en 1975
- 1976 : The Wetter The Better (Capricorn 314 538 654-2) en 1976
- 1977 : Left Coast Live (Capricorn 314 538 103-2) en 1977
- 1978 : Manorism (Epic) en 1978
- 1979 : Which One's Willie? (Epic) en 1979

## Source
« Site officiel » (consulté le 23 juin 2007)